# ウイスキー・コーク
ウイスキー・コーク（英語：Whisky and Coke, Whiskey and Coke）とは、冷たいタイプのロングドリンクに分類される、ウイスキーをベース（基酒）としたカクテルである。このカクテルは、一言で言えばウィスキーのコカ・コーラ割りである。グラスに注ぐ順番も、カクテル名通りなのが特徴である。
なお、ウィスキーの炭酸水割りを単にハイボールと呼ぶ場合があるが、このウィスキーのコーラ割りのことをコーク・ハイと呼ぶこともある。

## 標準的なレシピ
- ウイスキー ＝ 30〜45ml
- コカ・コーラ ＝ 適量

### 作り方
1. 氷を入れたタンブラーに（容量240～300ml程度）に、まずウィスキーを注ぎ、ステアして氷とウィスキーを馴染ませる。
2. グラスをコカ・コーラで満たして、軽くステアすれば完成である。

### 備考
- 「コーク」はコカ・コーラの愛称なので、ウイスキー・コークに使用するコーラは、コカ・コーラである必要がある。他社製コーラを使用する場合は、ウイスキー・コーラと呼ばれる。
- ベースとなるウイスキーは、好みのものでよい。
  - これは、ウイスキー・コーラの場合も同様である。
- コーラはウイスキーより比重が重いため、コーラを後からグラスへ注ぐことでウイスキーと自然に混合される。コーラを先に入れてしまうと、混ぜるために余計にステアが必要となる上に、通常ウイスキーは冷却して保管しないため温度が十分に下がっておらず、コーラに含まれている炭酸を二酸化炭素として、より多く逃がしてしまう要因となる。コーラを始めとする炭酸飲料をグラスに注いだ後は、ステアしない方が良いとされることもあるくらい、炭酸が逃げるのを避けていることを、十分に留意する必要がある。
  - これは、ウイスキー・コーラや他の炭酸飲料を用いた派生カクテルの場合も同様である。

## その他
- ベース（基酒）のウィスキーをテキーラに変えたものが、「メキシコーラ」である。ただし、メキシコーラに使用されるコーラは、別にコカ・コーラに限定されないので、ウイスキー「コーク」のバリエーションとは言えないかもしれない。
- ベース（基酒）のウィスキーをラムに変えたものが、「キューバ・リバー」（クバ・リブレ、または、キューバ・リブレ）であるが、さらにライム・ジュースも加えるのが正式な作り方である。コカ・コーラに限定されないためウイスキー「コーク」のバリエーションとは言えないかもしれない点も同様である。

## ウイスキー・コークを題材にした作品
- ウイスキー・コーク（唄：矢沢永吉、作詞：相沢行夫、作曲：矢沢永吉）

## 主な参考文献
- 永瀬正人『カクテル ポケットブック』旭屋出版、1999年2月10日。ISBN 4-7511-0155-2。